# Williams FW37
De Williams FW37 is een Formule 1-auto die in 2015 werd gebruikt door het Formule 1-team van Williams.

## Onthulling
Op 21 januari 2015 werd de eerste foto van de FW37 vrijgegeven. De logo's van hoofdsponsor Martini stonden, net als in 2014, op de auto's. De auto werd bestuurd door Valtteri Bottas en Felipe Massa.

## Resultaten
| Pos. | Constructeur      | Coureur   | Grands Prix | Grands Prix | Grands Prix | Grands Prix | Grands Prix | Grands Prix | Grands Prix | Grands Prix | Grands Prix | Grands Prix | Grands Prix | Grands Prix | Grands Prix | Grands Prix | Grands Prix | Grands Prix | Grands Prix | Grands Prix | Grands Prix | Punten |
| Pos. | Constructeur      | Coureur   | AUS         | MAL         | CHN         | BHR         | SPA         | MON         | CAN         | OOS         | GBR         | HON         | BEL         | ITA         | SIN         | JAP         | RUS         | USA         | MEX         | BRA         | ABU         | Punten |
| ---- | ----------------- | --------- | ----------- | ----------- | ----------- | ----------- | ----------- | ----------- | ----------- | ----------- | ----------- | ----------- | ----------- | ----------- | ----------- | ----------- | ----------- | ----------- | ----------- | ----------- | ----------- | ------ |
| 3    | Williams-Mercedes | 19 Massa  | 4           | 6           | 5           | 10          | 6           | 15          | 6           | 3           | 4           | 12          | 6           | 3           | DNF         | 17          | 4           | DNF         | 6           | DSQ         | 8           | 257    |
| 3    | Williams-Mercedes | 77 Bottas | DNS         | 5           | 6           | 4           | 4           | 14          | 3           | 5           | 5           | 13          | 9           | 4           | 5           | 5           | 12†         | DNF         | 3           | 5           | 13          | 257    |

Ferrari SF15-T ·
Force India VJM08 ·
Lotus E23 Hybrid ·
Marussia MR03B ·
McLaren MP4-30 ·
Mercedes F1 W06 Hybrid ·
Red Bull RB11 ·
Sauber C34 ·
Toro Rosso STR10 ·
Williams FW37